# Мозамбик на летних Олимпийских играх 1984
Мозамбик принимал участие в Летних Олимпийских играх 1984 года в Лос-Анджелесе (США) во второй раз за свою историю, но не завоевал ни одной медали. Самым молодым представителем Мозамбика на летних Олимпийских играх 1984 года был 17-летний пловец Педро Круз, а самым возрастным представителем страны была единственная женщина в составе сборной Мозамбика, спортсменка, специализирующаяся на беге — 42-летняя Бинта Джамбане.

## Состав и результаты

### Лёгкая атлетика
Мужчины
Беговые дисциплины
| Спортсмен                                                   | Соревнование      | Предварительный раунд | Предварительный раунд | Четвертьфинал | Четвертьфинал | Полуфинал | Полуфинал | Финал     | Финал     |
| Спортсмен                                                   | Соревнование      | Результат             | Место                 | Результат     | Место         | Результат | Место     | Результат | Место     |
| ----------------------------------------------------------- | ----------------- | --------------------- | --------------------- | ------------- | ------------- | --------- | --------- | --------- | --------- |
| Висенте Даниэль                                             | 100 м             | 10.81                 | 6                     | Не прошёл     | Не прошёл     | Не прошёл | Не прошёл | Не прошёл | Не прошёл |
| Энрике Феррейра                                             | 200 м             | 21.87                 | 5                     | Не прошёл     | Не прошёл     | Не прошёл | Не прошёл | Не прошёл | Не прошёл |
| Леонардо Лофорте                                            | 400 м             | 47.07                 | 4                     | Не прошёл     | Не прошёл     | Не прошёл | Не прошёл | Не прошёл | Не прошёл |
| Домингос Мендес                                             | 400 м с барьерами | 54.52                 | 8                     | Не прошёл     | Не прошёл     | Не прошёл | Не прошёл | Не прошёл | Не прошёл |
| Андре Титос                                                 | 800 м             | 1:51.73               | 47                    | Не прошёл     | Не прошёл     | Не прошёл | Не прошёл | Не прошёл | Не прошёл |
| Леонардо Лофорте Педро Гонсалво Андре Титос Энрике Феррейра | Эстафета 4×400 м  | 3:08.95 NR            | 6                     | Не прошёл     | Не прошёл     | Не прошёл | Не прошёл | Не прошёл | Не прошёл |

Женщины
Беговые дисциплины
| Спортсмен      | Соревнование | Предварительный раунд | Предварительный раунд | Четвертьфинал | Четвертьфинал | Полуфинал | Полуфинал | Финал     | Финал     |
| Спортсмен      | Соревнование | Результат             | Место                 | Результат     | Место         | Результат | Место     | Результат | Место     |
| -------------- | ------------ | --------------------- | --------------------- | ------------- | ------------- | --------- | --------- | --------- | --------- |
| Бинта Джамбане | 100 м        | 12.55                 | 5 Q                   | 12.57         | 8             | Не прошла | Не прошла | Не прошла | Не прошла |
| Бинта Джамбане | 200 м        | 25.14                 | 33                    | Не прошла     | Не прошла     | Не прошла | Не прошла | Не прошла | Не прошла |

### Плавание
Мужчины
| Спортсмен         | Соревнование                | Предварительные заплывы | Предварительные заплывы | Полуфинал | Полуфинал | Финал     | Финал     |
| Спортсмен         | Соревнование                | Результат               | Место                   | Результат | Место     | Результат | Место     |
| ----------------- | --------------------------- | ----------------------- | ----------------------- | --------- | --------- | --------- | --------- |
| Домингос Чивавеле | 100 м вольным стилем        | 1:01.35                 | 65                      | Не прошёл | Не прошёл | Не прошёл | Не прошёл |
| Педро Круз        | 100 м вольным стилем        | 1:10.86                 | 42                      | Не прошёл | Не прошёл | Не прошёл | Не прошёл |
| Педро Круз        | 400 м комплексным плаванием | 2:35.99                 | 42                      | Не прошёл | Не прошёл | Не прошёл | Не прошёл |